# تریومف بونویل آمریکا
تریومف بونویل آمریکا (به انگلیسی: Triumph Bonneville America) یک موتورسیکلت بریتانیایی ۸۶۵ سی‌سی، دوسیلندر، هواخنک با قدرت ۶۱ اسب بخار که سال ۲۰۰۲ در هینکلی توسط کمپانی موتورسیکلت تریومف طراحی و ساخته شده است.

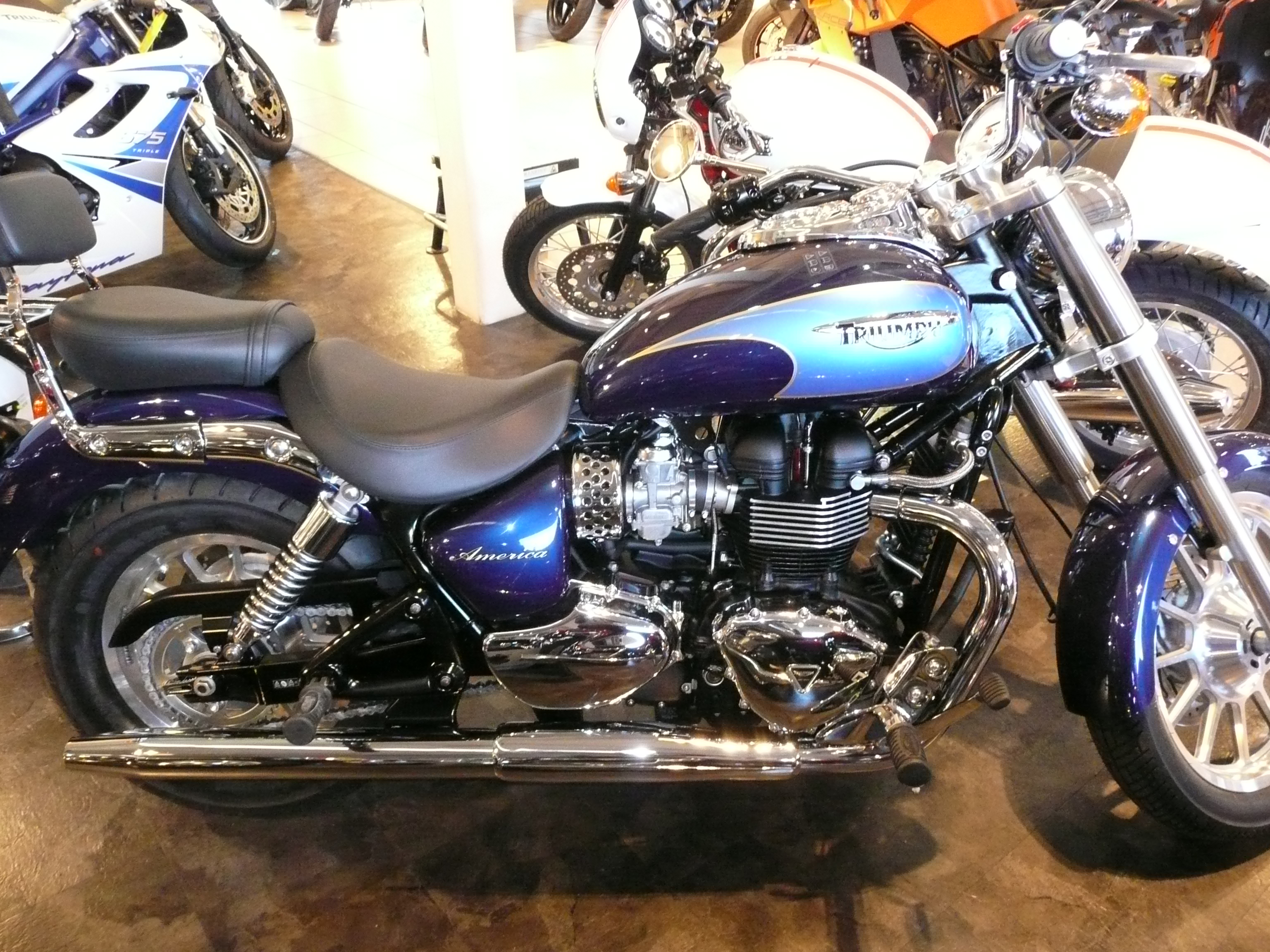